# Ovoștnik, Stara Zagora
Ovoștnik (în bulgară Овощник) este un sat în comuna Kazanlăk, regiunea Stara Zagora,  Bulgaria. 

## Demografie
Componența etnică a satului Ovoștnik
     Bulgari (95,89%)
     Nicio identificare (3,56%)
     Altele (0,54%)
La recensământul din 2011, populația satului Ovoștnik era de 1.655 locuitori. Din punct de vedere etnic, majoritatea locuitorilor (95,89%) erau bulgari. Pentru 3,56% din locuitori nu este cunoscută apartenența etnică.